# Повітряні сили Національної гвардії Аляски
Повітряні сили Національної гвардії Аляски (англ. Alaska Air National Guard, AK ANG) — військовий резерв сил у складі Повітряних сил Національної гвардії, повітряний компонент Національної гвардії США штату Аляска. Разом із Національною гвардією армії Аляски це частина Національної гвардії Аляски.
Будучи державними військовими підрозділами, підрозділи Повітряних сил Національної гвардії Аляски, як правило, не входять до звичайного командування ПС США, якщо тільки вони не визначені до складу наказом Верховного Головнокомандувача — Президента США і передані в підпорядкування федеральних сил. Вони знаходяться під юрисдикцією губернатора Аляски через офіс генерал-ад'ютанта Аляски, якщо вони не виділені наказом президента. Штаб Повітряної Національної гвардії Аляски знаходиться на об'єднаній базі Елмендорф-Річардсон, а її командувачем є бригадний генерал Скотт А. Говард.
Згідно з концепцією «Тотальної сили», підрозділи ПС Національної гвардії Аляски вважаються компонентами повітряного резерву (ARC) ПС США (USAF). Ці авіаційні підрозділи Аляски навчаються та оснащуються Повітряними силами та передаються Головному командуванню ПС США у разі надходження наказу. Крім того, сили ПС Національної гвардії Аляски приписані до Експедиційних повітряних сил і підлягають наказу про розгортання разом із їхніми колегами, що перебувають на дійсній службі та в резерві ПС у разі розгортання.
Поряд зі своїми обов'язками федерального резерву, як військові частини штату, елементи повітряних сил Національної гвардії Аляски перебувають в готовності діяти за розпорядженням губернатора для забезпечення захисту життя та майна, а також збереження миру, порядку та громадської безпеки на території штату. Місії штату Аляска включають надання допомоги в разі настання стихійних лих під час землетрусів, ураганів, повеней і лісових пожеж, пошуку і порятунку, захисту життєво важливих державних об'єктів і в цілях підтримки цивільної оборони.

## Склад формувань
| # | Штат США | ПС Нацгвардії штату            | Авіаційне формування       | Командування ПС США        | Типи літальних апаратів | Авіабаза             |
| 4 | Аляска   | ПС Національної гвардії Аляски | 176-те крило               | Бойове командування        | C-17 C-130 HC-130 HH-60 | Ельмендорф-Річардсон |
| 4 | Аляска   | ПС Національної гвардії Аляски | 168-ме крило дозаправлення | Тихоокеанське командування | KC-135R                 | Аєлсон               |